# Ceres (Frankendael)
Ceres (met korenschoof) is een kunstwerk in Amsterdam-Oost, Park Frankendael.
Het betreft een hardstenen beeld van Ceres, god van de akkerbouw. De maker is niet bekend. Het beeld zou geplaatst zijn toen Jan Gildemeester hier vanaf 1759 woonde. Het landgoed ging in 1779 over in handen van zijn zoon Jan Gildemeester Jansz.. Het beeld, als ook het beeld van Ceres, staat afgebeeld op een prent van Gerrit Lamberts uit circa 1817.
Het beeld is sinds 13 mei 1992 een rijksmonument. Het is omschreven als een hardstenen manshoog tuinbeeld, waarbij Ceres met korenschoof tegen de linker heup; ze heeft een kroon van korenaren. Het beeld staat op een hardstenen kubusachtige sokkel met ingezwenkte vlakken, die zich booggewijs verjongen.

De Middenweg met links de fontein en twee beelden

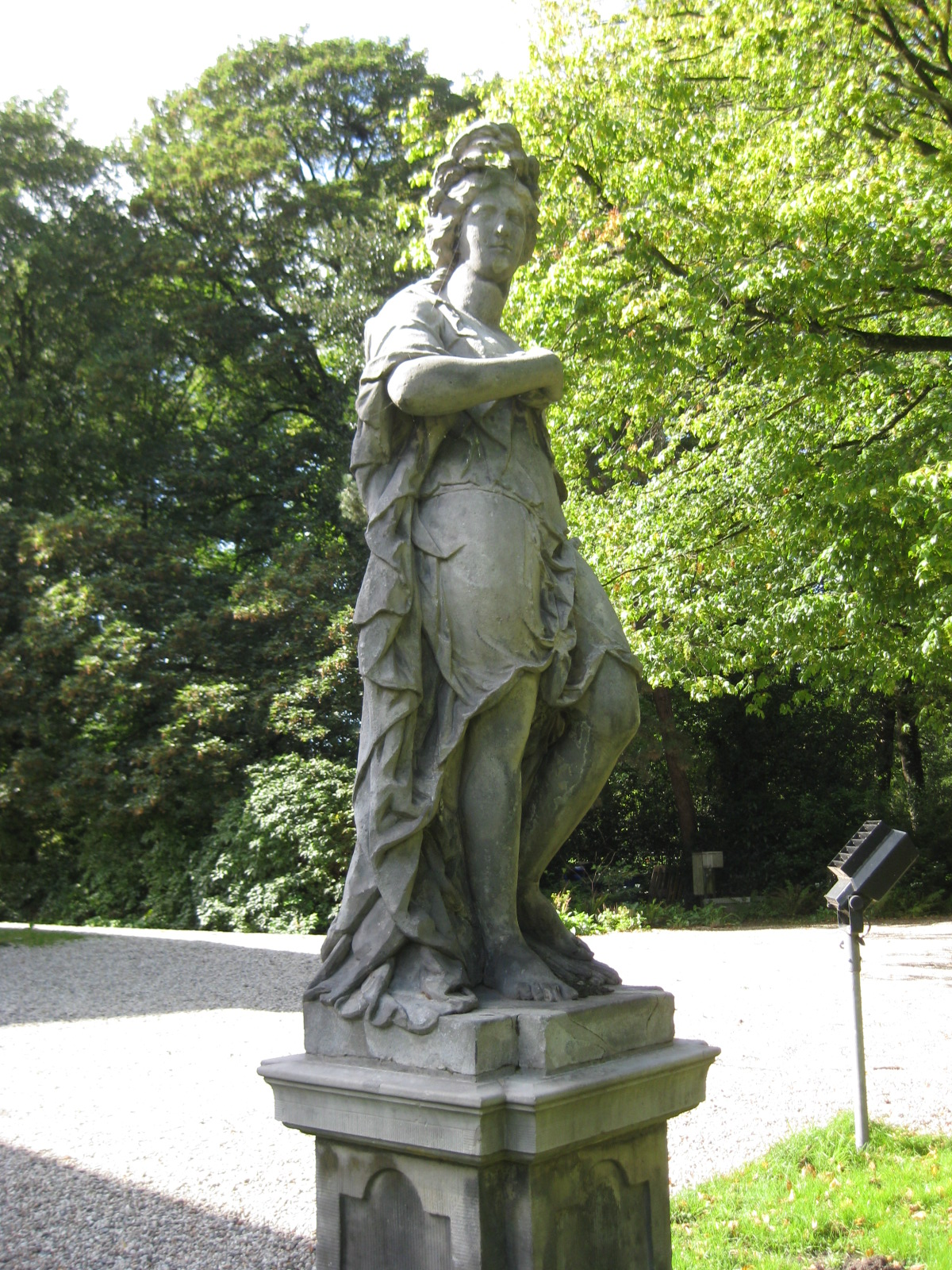
Close-up beeld (2011)